# Pluchekapgaai
De pluchekapgaai (Cyanocorax chrysops) is een zangvogel uit de familie Corvidae (kraaien).

## Kenmerken
Deze vogel heeft een blauw en zwart verenkleed, een witte nek en onderzijde. Boven op de kruin bevindt zich een kapvormige bos zwarte veren.

## Verspreiding en leefgebied
Deze soort komt voor in Argentinië, Bolivia, Brazilië, Paraguay en Uruguay en telt vier ondersoorten:
- C. c. diesingii: het noordelijke deel van Centraal-Brazilië bezuiden de Amazonerivier.
- C. c. insperatus: noordoostelijk Brazilië bezuiden de Amazonerivier.
- C. c. chrysops: van Bolivia tot zuidoostelijk Brazilië, Paraguay, noordoostelijk Argentinië en Uruguay.
- C. c. tucumanus: noordwestelijk Argentinië.

## Status
De grootte van de populatie is niet gekwantificeerd maar de soort wordt omschreven als vrij algemeen. Op de Rode lijst van de IUCN heeft deze soort de status niet bedreigd.